# Allegro non troppo
Allegro non troppo (italienisch für „Nicht allzu heiter“; in der klassischen Musik auch gebräuchlich als Tempobezeichnung) ist ein italienischer Spielfilm von Bruno Bozzetto aus dem Jahr 1976. Er besteht aus einer Rahmenhandlung in einem Konzertsaal und Zeichentrickfilmen. Er bezieht sich in Form und Inhalt direkt auf Walt Disneys Fantasia und parodiert auch das Vorbild. Vor allem aber ist er stark geprägt von der gesellschaftspolitischen Themenwelt der 1970er-Jahre und stellt eine zivilisationskritische Antwort auf den optimistischen Tenor in Disneys Werk dar.

## Aufbau
Wie in Fantasia werden mehrere klassische Musikstücke in aufeinanderfolgenden, komödiantischen bis tief traurigen Kurzfilmen umgesetzt. Es handelt sich bei diesen Tonwerken um:
Prélude à l’après-midi d’un faune von Claude Debussy
Slawischer Tanz Nr. 7 von Antonín Dvořák
Boléro von Maurice Ravel
Valse triste von Jean Sibelius
Konzert in C-Dur für 2 Oboen, 2 Klarinetten, Streicher und Basso Continuo von Antonio Vivaldi
Der Feuervogel von Igor Stravinsky
Der Zeichentrickfilm ist farbig. Einleitend, zwischen den Episoden und am Ende stehen hingegen Realfilme in Schwarzweiß; einerseits als Reminiszenz an die narrativen Einleitungen in Fantasia, andererseits dienen sie der Überleitung in den Zeichentrick und parodieren die irrwitzig-kapitalistischen Entstehungsbedingungen des Films. Es erscheinen unter anderem ein ausbeuterischer Regisseur, ein in Ketten gehaltener Zeichner (Maurizio Nichetti), eine junge Putzfrau, ein verrückter Dirigent und ein an Fellini-Filme erinnerndes Orchester alter Frauen, die sich über die jeweils folgenden Stücke streiten. In diese Teile sind wiederum animierte Elemente eingewoben. Signor Rossi, Bozzettos bekannteste Schöpfung, erscheint, erleidet aber ein typisches Filmschicksal: Er verbrennt, als sein Zelluloid Feuer fängt. Am Ende entkommt die farbig animierte Hauptfigur des letzten Films, die Schlange des Paradieses, in den immer noch schwarzweißen Realfilm und lässt das Orchester in Panik auseinander stieben.
Im Gegensatz zu Fantasia wird zu jedem Musikstück eine Geschichte erzählt. Bozzetto bemerkte dazu:

“Ho visto dodici volte Fantasia. Disney ha dato una illustrazione essenzialmente grafica della musica, mentre io ho cercato di raccontare delle storie. […] È molto più difficile realizzare una storia seguendo la musica che non abbandonarsi alla fantasia grafica”

„Ich habe Fantasia zwölf Mal gesehen. Disney schuf eine im Wesentlichen bildliche Darstellung der Musik, während ich versuchte eine Geschichte zu erzählen. […] Es ist viel schwieriger eine Erzählung zu realisieren, die einer Musik folgt, als sich der bildnerischen Fantasie hinzugeben.“

## Episodenbeschreibung
- Allegro non troppo macht gleich zu Anfang durch eine Anspielung auf Disneys filmische Umsetzung von Ludwig van Beethovens 6. Sinfonie (Pastorale) klar, dass der Film insgesamt auf Fantasia Bezug nimmt: Die Episode zu Prélude à l'après-midi d'un faune zeigt eine arkadische Landschaft wie im amerikanischen Vorbild. Sie ist aber gleichzeitig auch eine direkte Parodie auf Vaslav Nijinskys Ballett L'Après-midi d'un faune (nach dem gleichnamigen Gedicht von Stéphane Mallarmé); bloß zeigt sie nicht einen jungen, sondern einen alten, bei der Jagd auf die Nymphen des Waldes völlig erfolglosen Faun; dieser verschwindet, ganz klein geworden, schließlich in einer weiten Hügellandschaft, die sich als Körper einer Frau entpuppt.
- Antonín Dvořáks Slawischer Tanz Nr. 7 begleitet eine Gruppe von Höhlenmenschen, aus der einer hervortritt und zunehmend modernere Behausungen baut, was ihm sogleich von den anderen nachgemacht wird. Der Vorreiter bemerkt allmählich, dass ihm blind gefolgt wird, und testet, wie weit er gehen kann. Er formt aus den Menschen eine Art militärischer Truppe und führt diese an eine Klippe, von der er vorgeblich hinunterspringt, sich aber an einem aus der Wand ragenden Baumast festhält. Als er merkt, dass sein Gefolge nicht wie die Lemminge herabfällt, klimmt er sich nach oben und schaut über den Klippenrand, wo die Menschen geblieben sind. Sie haben kurz vor dem Abgrund haltgemacht, und zum abschließenden Tusch des Stücks drehen sie sich um, lassen die Hosen hinunter und zeigen ihrem Führer den blanken Hintern.
- Zu Maurice Ravels Boléro wird eine parallele Evolution zur irdischen entwickelt, wieder als Reminiszenz an Fantasia, wo Strawinskys Le Sacre du printemps als Begleitmusik für eine Erdgeschichte bis zum Untergang der Dinosaurier diente. Ein Raumschiff landet auf einem Planeten, und es beginnt die Umweltverschmutzung: Eine halbleere Coca-Cola-Flasche wird achtlos aus dem wegfliegenden Schiff geworfen. Der Saft beginnt zu gären, fällt auf den Planetenboden, und aus dieser Befruchtung entwickeln sich fortlaufend neue und höher entwickelte Wesen, die sehr an irdische Lebensformen erinnern. Der künstlerische Effekt der zum Takt der Musik pulsierend wechselnden Tierformen, die aus dem Urschleim entstehen und teils wieder zerfließen, ist formal bemerkenswert. Er erinnert an Lavalampen und Flüssigkeits-Lichtshows (Ölprojektion), wobei alles von wabernden, irisierend leuchtenden Nebelwolken durchzogen ist. Die Kreaturen beginnen zu einem unbekannten Ziel zu marschieren, immer wieder untereinander streitend, aber unbeirrbar. Darunter befindet sich auch ein affenähnliches Wesen, das seine Weggefährten allmählich zu Fellen, Waffen und anderen ihm nützlichen Dingen verarbeitet. Der Zug passiert Pyramiden und Schlachtfelder und endet schließlich in einer Stadt, wo die Wesen inmitten von aus dem Boden schießenden Hochhäusern untergehen. Am Ende erscheint der Mensch, der sein Zerstörungswerk besichtigt; sein Gesicht zerbröckelt und heraus schaut der Affe, der alle evolutionären Mitstreiter vernichtet hat.
- Jean Sibelius’ Valse Triste untermalt die bei weitem bewegendste Episode des Films. Durch die Ruinen eines durch einen Brand oder vielleicht auch durch einen Krieg zerstörten, großen Hauses bewegt sich eine Katze, die von den früheren Zeiten halluziniert; die Räume werden plötzlich wieder ganz, werden mit Möbeln gefüllt und Menschen tauchen wieder auf, die dort mit der Katze ein glückliches Leben führten. Doch die nostalgischen Erscheinungen verschwinden so schnell, wie sie gekommen sind. Dies geschieht drei Mal, und stets findet sich die Katze in der Postapokalypse und in einem tieferen Elend wieder.[1] Zuletzt löst auch sie sich wie ihre Geister auf, und eine Abrissbirne zerschmettert das Haus.
- Das folgende Stück, zu Antonio Vivaldis Concerto in Do maggiore, bildet einen starken humoristischen Gegensatz zu der tieftraurigen Geschichte zuvor. Es zeigt eine höchst ordentliche, ein wenig an Mickey Mouse erinnernde Biene, die ihre Mahlzeit auf einer Blume herrichten will. Doch stets wird sie beim Auslegen des Geschirrs von einem menschlichen Liebespaar gestört, das im Gras liegt. Dieses rollt hin und her und schließlich über die Biene, deren Schicksal einen Moment unklar bleibt. Eine kleine Kunstpause folgt, dann ertönt der abschließende Schmerzensschrei des Mannes, der soeben gestochen wurde.
- Den Abschluss macht Igor Strawinskis Feuervogel und eine Neuinterpretation des biblischen Sündenfalls. Die Episode beginnt als Stop-Motion-Film mit dem Symbol der allwissenden Pyramide und einem Klumpen Lehm, aus dem nach mehreren misslungenen Versuchen Adam und Eva geformt werden. Nun beginnt der eigentliche Zeichentrick, und auch die Schlange taucht auf und bietet dem Menschenpaar den Apfel an. Doch dieses lehnt, anders als im Buch Genesis, die verbotene Frucht ab, worauf die Schlange diese selber frisst. Die Vertreibung aus dem Paradies trifft nun die Schlange, die in ein wahres modernes Sodom und Gomorrha voller Drogen und Pornographie geworfen und in einen modernen Anzug gesteckt wird. Die Schlange kann aber zurückkehren, trifft auf Adam und Eva, erzählt voller Schrecken ihre Erlebnisse, reißt den Anzug von sich und würgt, bevor sie davon kriecht, den Apfel hinaus, der den Menschen vor die Füße fällt.

## Kritiken
„Ein gelungener Trickfilm, der Musik und Zeichnung variationsreich, stilistisch vielfältig und mit großer Präzision in Beziehung setzt, dabei neben seinem ästhetischen Vergnügen auch Denkanstöße zum Thema ‚Die Zivilisation und ihr Preis‘ vermittelt. Herausragend die Episode zu dem Ravel-Stück ‚Bolero‘, wo sich die menschliche Zivilisation aus dem letzten Tropfen einer Flasche Cola heraus entwickelt.“